# Аими Кунитаке
Аими Кунитаке (јап. 國武 愛美; 10. јануар 1997) јапанска је фудбалерка.

## Репрезентација
За репрезентацију Јапана дебитовала је 2018. године. За тај тим одиграла је 3 утакмице.

## Статистика
| Јапан  | Јапан | Јапан |
| Год.   | Ута.  | Гол.  |
| ------ | ----- | ----- |
| 2018   | 3     | 0     |
| Укупно | 3     | 0     |